# San Stino di Livenza
San Stino di Livenza est une commune italienne de la ville métropolitaine de Venise dans la région Vénétie en Italie.

## Administration
| Période                                  | Période | Identité | Étiquette | Qualité |
| ---------------------------------------- | ------- | -------- | --------- | ------- |
|                                          |         |          |           |         |
| Les données manquantes sont à compléter. |         |          |           |         |

### Communes limitrophes
Annone Veneto, Caorle, Cessalto, Concordia Sagittaria, Eraclea, Motta di Livenza, Portogruaro, Torre di Mosto

### Personnalités
- Luisa Mattioli (1936-2021), actrice italienne de cinéma et de télévision y est née.